# Kapel (Issegem)

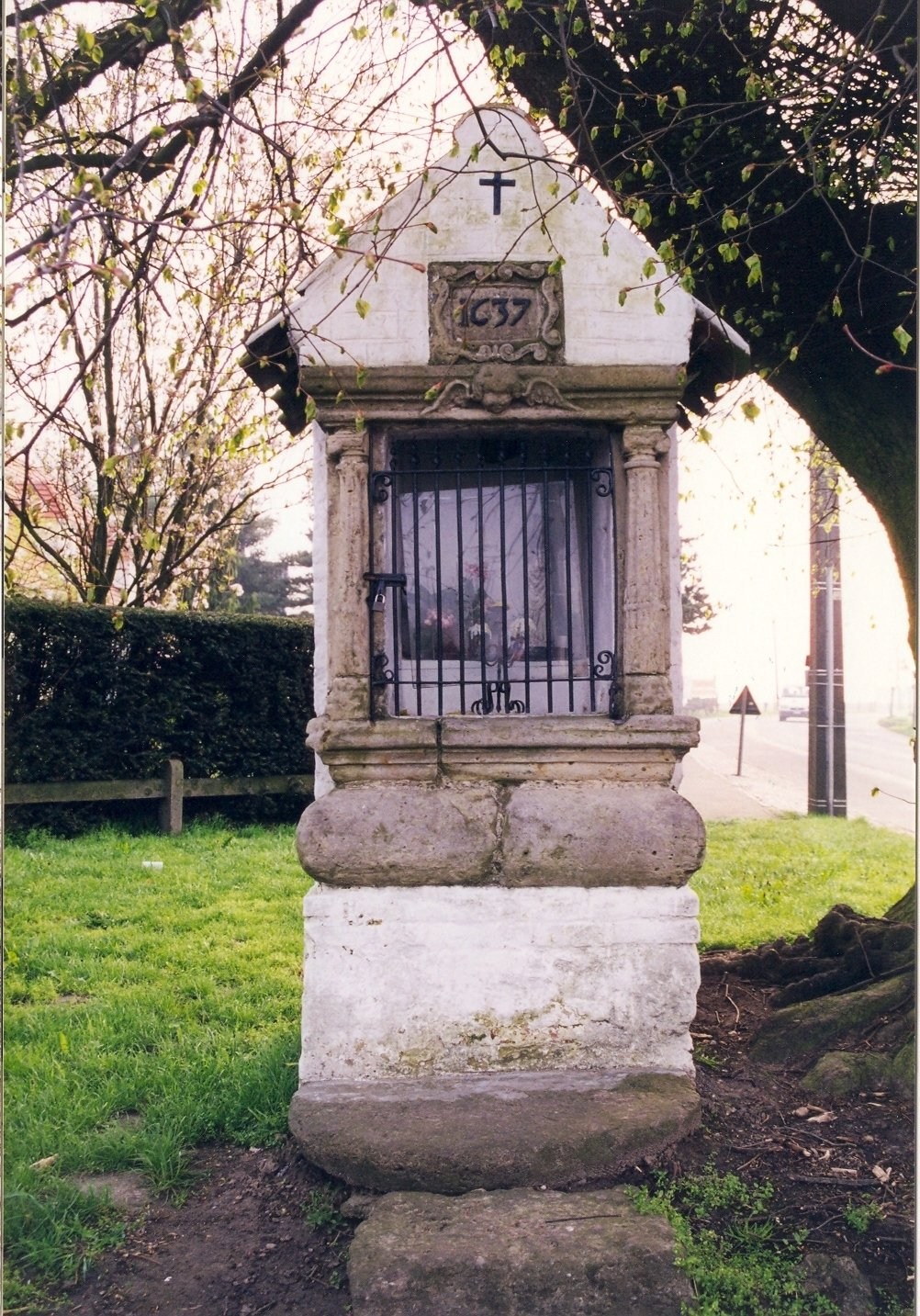
Pijlerkapel

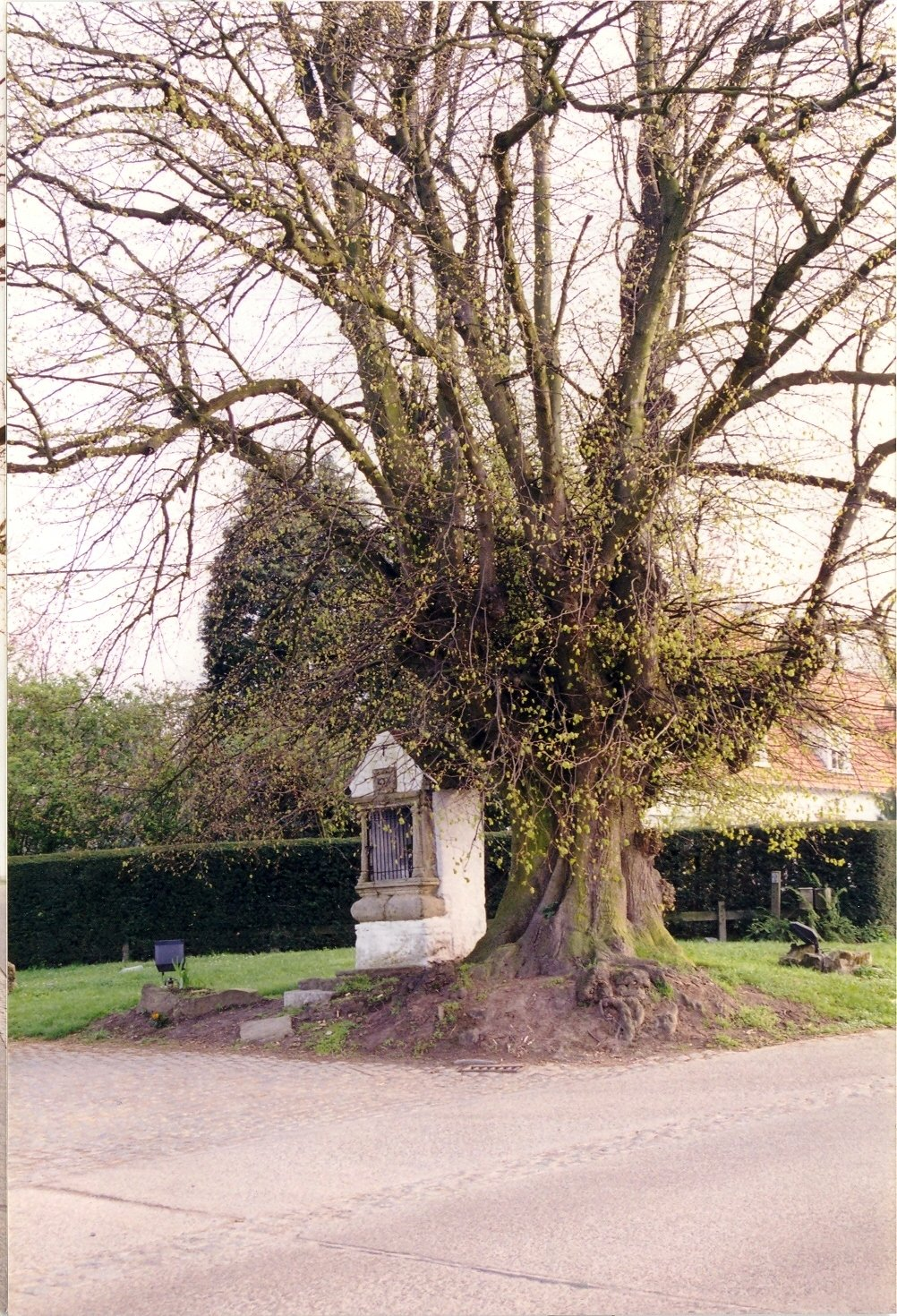
Kapellinde

De kapel van Issegem is een pijlerkapel in het tot de Oost-Vlaamse gemeente Oosterzele behorende gehucht Issegem, gelegen aan Issegem.

## Geschiedenis
Het kapelletje werd gebouwd in 1637. De overlevering verhaalt van een ter dood veroordeelde die zou zijn ontsnapt en zich hebben verstopt in een lindeboom. Voorbijgangers dachten dat er een spook huisde in de boom waarop men besloot een kapel naast de boom te bouwen, waarna het nooit meer gespookt heeft.
Dit verhaal behoort tot het rijk der fabelen, men vermoedt eerder dat de plaatselijke pastoor een einde wilde maken aan bijgelovige praktijken bij de lindeboom en daarom een kapel liet bouwen teneinde er een christelijk tintje aan te geven. Ook wordt wel beweerd dat de boom, die een stamomtrek heeft van 456 cm, tegelijk met de kapel werd geplant.

## Gebouw
Het gebouwtje in barokstijl werd opgericht in baksteen en zandsteen. Het is een rechthoekige pilaar die gedekt wordt door een zadeldak. Een gevelsteen in de geveltop toont het jaartal 1637 en in een door zandsteen omlijste nis vindt men een Mariabeeldje met Kind.